# Мерлоти (Мантова)
Мерлоти је насеље у Италији у округу Мантова, региону Ломбардија.
Према процени из 2011. у насељу је живело 72 становника. Насеље се налази на надморској висини од 20 м.